# Rhipsalis pachyptera
A Rhipsalis pachyptera egy lapított hajtású vesszőkaktusz, melyet néha dísznövényként is tartanak.

## Jellemzői
Bokorszerűen növekedő növény, később hajtásai elfekszenek vagy csüngővé válnak. Hajtásszegmensei 300–600 mm hosszúak, 50–70 mm szélesek, vékonyak, néha domborúbbak, gyakran jelenik meg bíboros árnyalat rajtuk, szegélyük mélyen karéjos. Nagy virágai magánosan vagy 2-4-es csoportokban jelennek meg a szegmensek élein, szirmai szélesre nyílnak, sárgásak, bibéje 4-5 lobusban végződik. Termése gömbölyű fehér bogyó.

## Elterjedése
Brazília: Rio de Janeiro, São Paulo, Paraná, Santa Catarina és Rio Grande do Sul államok. Epifitikus és epilitikus atlantikus erdőkben, közönséges alacsony tengerszint feletti magasságon, különösen a tengerparton.

## Rokonsági viszonyai
A Phyllarthrorhipsalis subgenus tagja.